# Eloeophila submarmorata
Eloeophila submarmorata är en tvåvingeart som först beskrevs av George Henry Verrall 1887.  Eloeophila submarmorata ingår i släktet Eloeophila och familjen småharkrankar. Enligt den finländska rödlistan är arten nära hotad i Finland. Arten är reproducerande i Sverige. Artens livsmiljö är källmiljöer. Inga underarter finns listade i Catalogue of Life.